# Донка Стършенова
Донка Балтова, по съпруг Стършенова, е българска учителка и революционерка, деятелка на Вътрешната македоно-одринска революционна организация.

## Биография
Родена е през 1884 година в централномакедонския български град Прилеп, който тогава е в Османската империя.
Първоначално учи в Прилеп, а през 1903 година завършва Солунската гимназия.
Става учителка и Българската екзархия я назначава да преподава в различни селища в Македония. През 1906 година преподава в град Кичево, а през 1910 година е учителка в град Драма.
При избухването на Балканската война в 1912 година е доброволка в лазарета на Македоно-одринското опълчение. Наградена е със сребърен медал.
През 1915 година се омъжва за Методи Стършенов.
През 1918 година завършва френска филология в Лозанския университет (Швейцария), след което се установява със семейството си в Бъллгария. Учителствува отначало в Ихтиман, а след това в София. Преподава френски език в 3-та мъжка, 1-ва девическа и 2-ра мъжка гимназия.
На учредителния конгрес на Македонския женски съюз Донка Стършенова е избрана за съветничка на организацията.